# Gare de Brax - Léguevin
Gare de Brax - Léguevin vasútállomás Franciaországban, Brax településen.

## Vasútvonalak
Az állomást az alábbi vasútvonalak érintik:
- Saint-Agne–Auch-vasútvonal

## Kapcsolódó állomások
A vasútállomáshoz az alábbi állomások vannak a legközelebb:
- Gare de Pibrac
- Gare de Mérenvielle